# 인터넷 봇
인터넷 봇(Internet bot), 웹 로봇(web robot), WWW 로봇(WWW robot), 단순히 봇(bot)은 인터넷 상에서 자동화된 작업(스크립트)를 실행하는 응용 소프트웨어이다.
봇은 인간이 하는 행동을 흉내내도록 만들어진다. 예를 들어, 검색엔진의 웹 크롤러는 웹 사이트 정보를 자동으로 읽어들여 저장하는 프로그램이며, 이외에도 인터넷 채팅에서 자동 응답을 하도록 만든 채터봇 프로그램 등이 있다. 각 서버는 봇이 따를 서버 규칙이 포함된 robots.txt라는 이름의 파일을 소유하고 있다. 일부 봇들은 악의적인 목적으로도 이용되기 하며, 자기복제 기능을 가지기도 한다.

## 같이 보기
- IRC 봇